# Junpu
Das Junpu (chinesisch 菌譜 / 菌谱, Pinyin jūnpǔ, Jyutping kwan2pou2 – „Pilz-Buch, Pilz-Verzeichnis, Pilz-Register; kontextabhängig: Pilz-Rezeptbuch“) ist ein 1245 erschienenes Handbuch von Chén Rényù (陳仁玉 / 陈仁玉), das elf Arten von Speisepilzen, darunter Shiitake und Matsutake, ausführlich erläutert. Es umfasst die fünf Kategorien Wachstumsperiode, Erntezeit, Form, Farbe und Geschmack. In der Südlichen Song-Zeit herausgegeben, ist es eine der frühesten chinesischen Pilz-Monographien und daher eine wichtige Quelle zur Geschichte der chinesischen Esskultur. 
In der Ming-Zeit ist ein als Erweiterung dieses Werkes betiteltes Buch unter dem Namen Guǎng jūnpǔ (廣菌譜 / 广菌谱 – „Umfassendes Pilz-Verzeichnis“) erschienen, das allerdings auch die Blaualge Nostoc commune (地耳,  dì’ěr – „wörtl. Bodenohr“) und die Nabelflechte Umbilicaria esculenta (chin. 石耳,  dì’ěr – „Steinohr“; jap. 岩茸, 石茸, kana イワタケ, romaji iwatake; wörtl. „Felsenpilz, Steinschwamm“) behandelt. Sein Verfasser ist Pān Zhīhéng (潘之恆 / 潘之恒) und sie ist in der Büchersammlung Shuōfú xù (說郛續 / 说郛续 – „Fortsetzung der Buchreihe ‚Shuofu‘“) enthalten. 
Ein weiteres historisches Pilzbuch namens Wú xùnpǔ (吳蕈譜 / 吴蕈谱 – „Großpilz-Buch von Wu“) stammt von Wú Lín (吳林 / 吴林) aus der Qing-Zeit. 